# Cachoeira
Der Ort Cachoeira, amtlich portugiesisch Município de Cachoeira, deutsch Wasserfall, liegt etwa 40 Kilometer aufwärts am Rio Paraguaçu im Bundesstaat Bahia in Brasilien und ist der letzte schiffbare Ort am Strom. Seine Ursprünge gehen auf die Eroberung Brasiliens zurück. Cachoeira liegt verkehrsgünstig inmitten eines großen Zuckerrohr- und Tabakanbaugebietes und war historisch das Zentrum der Sklaverei in Brasilien – vor allem Yoruba und Gbe sprechende Afrikaner wurden hierher verschleppt – und ein wichtiger Ort des Orisha-Kultes. Tabak- und Palmölproduktion sowie der Tourismus zur Zeit der Festas sind heute wichtige Wirtschaftszweige der Region. Im Jahre 2021 hatte der Ort schätzungsweise 33.659 Einwohner (IBGE), die Cachoeiranoer genannt werden; die Gesamtfläche der Gemeinde beträgt rund 395 km².

## Geografie
Umliegende Städte sind Conceição da Feira, Santo Amaro, Saubara, São Félix, Maragogipe, Governador Mangabeira und Muritiba.
Das Biom ist der Mata Atlântica. Die Stadt hat tropisches Klima, Af  nach der Klimaklassifikation nach Köppen und Geiger. Die Durchschnittstemperatur ist 24,3 °C. Die durchschnittliche Niederschlagsmenge liegt bei 1268 mm im Jahr. Im Südsommer fallen in Cachoeira weniger Niederschläge als im Südwinter.
Der Rio Paraguaçu entwässert in die Allerheiligenbucht und ist von der Stadt flussaufwärts mit flachen Booten schiffbar.

## Geschichte
Vor der Eroberung war das Gebiet von Cachoeira von den Tupinambá bewohnt. Unter den Portugiesen war Cachoeira eine Kreuzung wichtiger Handelswege, wo Produkte aus dem Sertão und aus Minas Gerais nach Salvador da Bahia gebracht wurden, welches damals noch die Hauptstadt Brasiliens war. 1698 erhielt Cachoeira Stadtrechte und nannte sich Vila de Nossa Senhora do Rosário do Porto da Cachoeira do Paraguaçu, da der Ort in der Nähe von Wasserfällen des Flusses Paraguaçu liegt.
Der Anbau von Zuckerrohr, Maniok und die Gewinnung von Gold im nahe gelegenen Rio das Contas, der Ausbau erster Straßen in den Sertão, über die der Viehhandel abgewickelt wurde, sowie der Ausbau des Flusshafens von Cachoeira und später der der Eisenbahn führten zu einer Intensivierung des Handels im 18. und 19. Jahrhundert. Cachoeira spielte eine wesentliche Rolle bei den Kämpfen zur Unabhängigkeit Brasiliens ab dem Jahre 1821. Am 25. Juni 1822 riefen die Einwohner hier die Unabhängigkeit Brasiliens von Portugal aus, was zum Beschuss durch ein portugiesisches Schiff führte. Am 28. Juni 1822 gewannen die Bürger von Cachoeira, denen sich Afrobrasilianer und Mestizen aus Salvador angeschlossen hatten, die erste Schlacht im Unabhängigkeitskampf und stürmten das im Schlamm festsitzende Schiff.
1855 wütete eine Cholera-Epidemie vor allem unter den schwarzen Sklaven. Nach ihrer Freilassung 1888 strömten diese in die Städte und arbeiteten in der Zigarren- und Textilmanufaktur sowie im Handel.

## Ethnische Zusammensetzung
Ethnische Gruppen nach der statistischen Einteilung des IBGE (Stand 2000 mit 30.416 Einwohnern, Stand 2010 mit 32.026 Einwohnern):
| Gruppe      | Anteil 2000 | Anteil 2010 | Anmerkung                        |
| ----------- | ----------- | ----------- | -------------------------------- |
| Brancos     | 3.447       | ▼ 3.413     | Weiße, Nachfahren von Europäern  |
| Pardos      | 18.214      | ▼ 15.604    | Mischrassige, Mulatten, Mestizen |
| Pretos      | 7.777       | ▲ 12.265    | Schwarze                         |
| Amarelos    | 135         | ▲ 648       | Asiaten                          |
| Indígenas   | 227         | ▼ 95        | indigene Bevölkerung             |
| ohne Angabe | 546         | –           |                                  |

## Kultur
In Cachoeira sind – nach Salvador da Bahia – noch die meisten Barockbauten des Staates Bahia erhalten; viele sind jedoch vom Verfall bedroht.
Auch die Candomblé-Traditionen sind in der Region noch lebendig. Die Irmandade de Nossa Senhora de Boa Morte (Schwesternschaft Unserer Lieben Frau vom guten Tode) ist eine alte, seit über 230 Jahren für ihre Feste und Rituale bekannte Schwesternschaft der Afrobrasilianerinnen und Mestizinnen.
Cachoeira wurde vom Instituto do Patrimônio Histórico e Artístico Nacional (IPHAN) 1973, Nr. 843, zum nationalhistorischen Monument Brasiliens erklärt.

## Sehenswürdigkeiten
- Rio Paraguaçu
- Vila de Belém de Cachoeira
- Casa da cámera e cadeia (ehemals Regierungspalast)
- Capela Nossa Senhora da Penha (ehemals Klosterkirche der Karmeliter)
- Kloster von São Francisco do Paraguaçu (Convento de Santo Antônio do Paraguaçu)
- Brücke Dom Pedro II

## Söhne und Töchter
- Antônio de Mendonça Monteiro (1907–1972), katholischer Geistlicher, Bischof von Bonfim
- André Rebouças (1838–1898), Ingenieur und Abolitionist

## Sonstiges
Cachoeira spielt eine Rolle u. a. in João Ubaldo Ribeiros literarischem Panorama der brasilianischen Unabhängigkeit und Vereinigung Viva o Povo Brasileiro (1984; deutsch: Brasilien, Brasilien 1988).